# Kap Zumberge
Das Kap Zumberge ist ein steil abfallendes Felsenkliff an der Westflanke des Filchner-Ronne-Schelfeises, welches das südwestliche Ende der Orville-Küste sowie den Grenzpunkt zu der südlich sich anschließenden Zumberge-Küste im Ellsworthland markiert.
Nach der Identifizierung eines vermeintlichen Nunataks bei 78° 0′ S, 67° 50′ W durch die US-amerikanische Forschergruppe des Internationalen Geophysikalischen Jahres (1957–1958) auf der Ellsworth-Station, zeigten Untersuchungen des United States Geological Survey zwischen 1965 und 1967, dass es sich dabei nur um das hier beschriebene Kap handeln konnte. Benannt ist es nach dem US-amerikanischen Glaziologen James Herbert Zumberge (1923–1992), der zwischen 1957 und 1964 mehrere Feldforschungskampagnen auf dem Ross-Schelfeis geleitet hatte.